# Parco nazionale di Big Bend
Il Parco nazionale di Big Bend è un parco nazionale statunitense situato nella parte meridionale del Texas, lungo il confine con il Messico. Amministrata dal National Park Service, la zona protetta risulta la più vasta del deserto di Chihuahua rientrante negli USA e prende il nome da una regione geografica del Rio Grande/Río Bravo. Il parco ospita più di 1.200 specie vegetali, oltre 450 uccelli diversi, 56 specie di rettili e 75 di mammiferi. Tra le attività ricreative aperte ai turisti del parco rientra la possibilità di percorrere strade panoramiche, compiere programmi supervisionati dai ranger del parco di Big Bend o effettuare l'osservazione delle stelle.
L'area ha una ricca storia culturale, se si pensa all'esistenza di siti di interesse archeologico di epoca preistorica di quasi 10.000 anni fa a costruzioni risalenti ad epoche decisamente più recenti, ovvero l'universo dei pionieri americani, dei ranch e dell'estrazione mineraria. I monti Chisos sono compresi nell'area tutelata e risultano l'unica catena montuosa degli Stati Uniti ad essere completamente racchiusa all'interno del confine di un parco nazionale. A livello geomorfologico, non mancano rigide fratture, strette fessure e scoscesi dirupi, in cui si rinvengono fossili marini e ossa di dinosauro, così come dicchi di origine vulcanica.
Il parco si estende su un'area di 3,242.2 km² e, per più di 1.600, il Rio Grande costituisce la demarcazione tra il Messico e gli Stati Uniti, con l'ente gestore che supervisiona circa 190 km lungo tale linea divisoria.
Poiché il Rio Grande funge da confine internazionale, il parco deve affrontare vincoli insoliti in tema di amministrazione e applicazione delle regole, oltre che nell'ambito dei regolamenti e delle politiche da mettere in pratica. In conformità con il trattato di Guadalupe Hidalgo del 1848, il territorio del parco si estende solo al centro del canale del fiume più profondo: quanto si trova più a sud giace in territorio messicano. Il parco è delimitato dalle aree protette del Cañón de Santa Elena e di Maderas del Carmen in Messico.
La temperatura è quella tipica dei luoghi desertici, che coprono il 90% del territorio, con una temperatura registrata di 38 °C durante il giorno e prossima allo zero di notte. Il vento può soffiare costantemente fino a 80 km/h per più giorni, mentre precipitazioni sono molto scarse, con 500 mm di pioggia all'anno nelle zone collinari, e inferiori ai 250 mm nel deserto. La più alta piovosità si registra intorno ai monti Chisos.

## Descrizione

### Geografia fisica

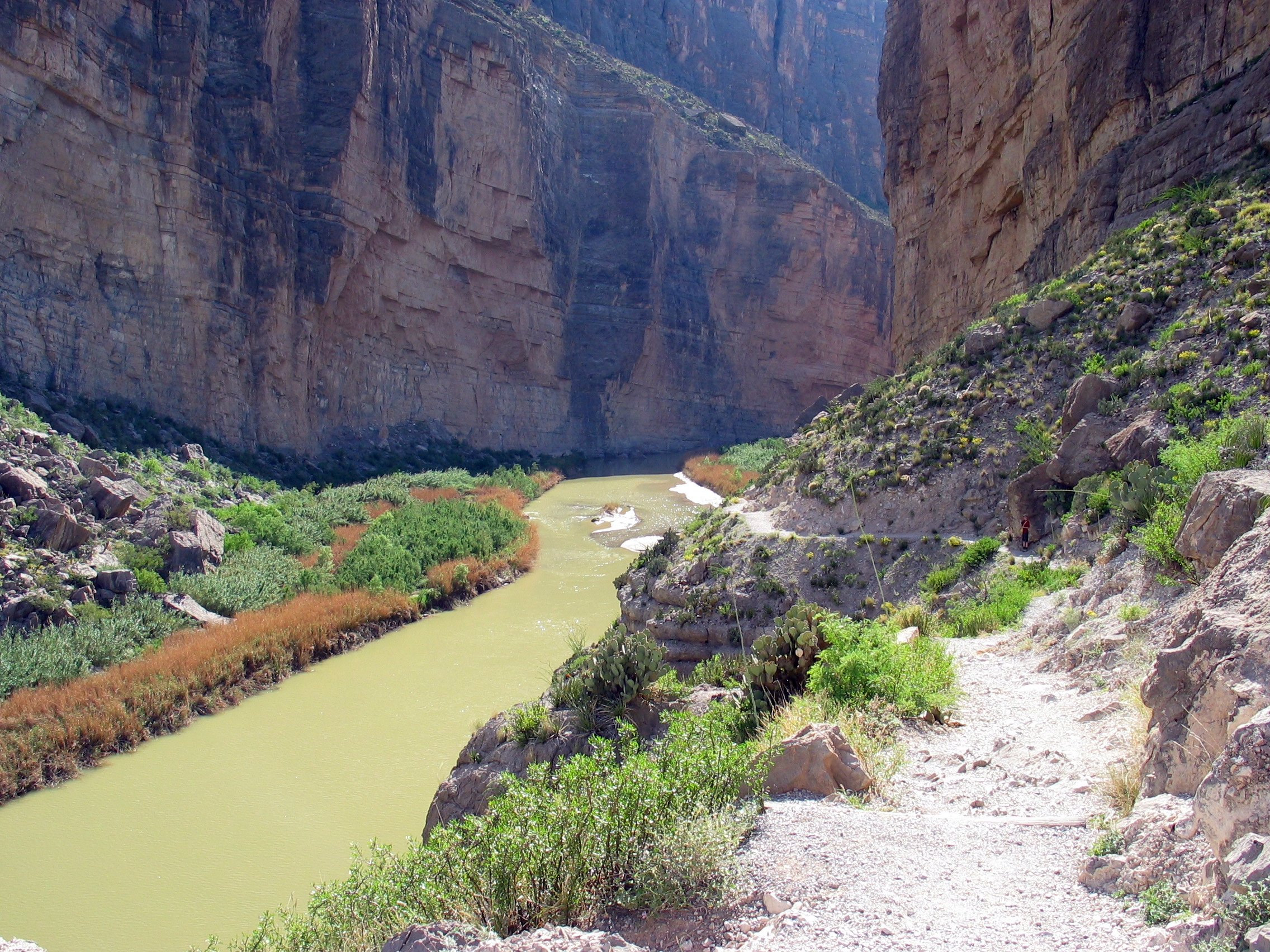
Il fiume Rio Grande entra nel canyon di Santa Elena

Secondo il sistema di classificazione climatica di Köppen, il parco nazionale di Big Bend ha un clima steppico (BSh).
I contrasti assumono pieghe impressionanti, essendo possibile passare da un estremo all'altro del termometro in tempi brevi. Le giornate secche e calde di tarda primavera ed estate spesso superano i 38 °C alle quote più basse, mentre gli inverni sono normalmente miti, ma talvolta si registrano temperature sotto lo zero. A causa della variazione di altitudine dai circa 550 m lungo il fiume a Emory Peak fino ai 2.387 dei monti Chisos, in tutto il parco si annovera un'ampia variazione dell'umidità e della temperatura disponibili. Queste variazioni contribuiscono a un'eccezionale diversità negli habitat vegetali e animali, oltre che endemismi, rappresentati per esempio dalla quercia di Chisos (Quercus graciliformis).
I 190 km del fiume che costituiscono il confine meridionale del parco includono gli spettacolari canyon di Santa Elena, Mariscal e Boquillas. Il Rio Grande, che si snoda attraverso questa sezione del deserto di Chihuahua, ha scavato profondi canyon con pareti quasi verticali attraverso tre sollevamenti composti principalmente di calcare. In tutte le aree di aperto deserto, il Rio Grande offre una zona ripariale altamente gradita da numerosi esseri viventi, essendo inoltre il luogo in cui sono stati rintracciati reperti storici di interesse culturale. La fascia vegetativa si estende nel deserto lungo i torrenti e gli arroyos.

### Geologia

Il Big Bend visto dallo spazio nel 2002

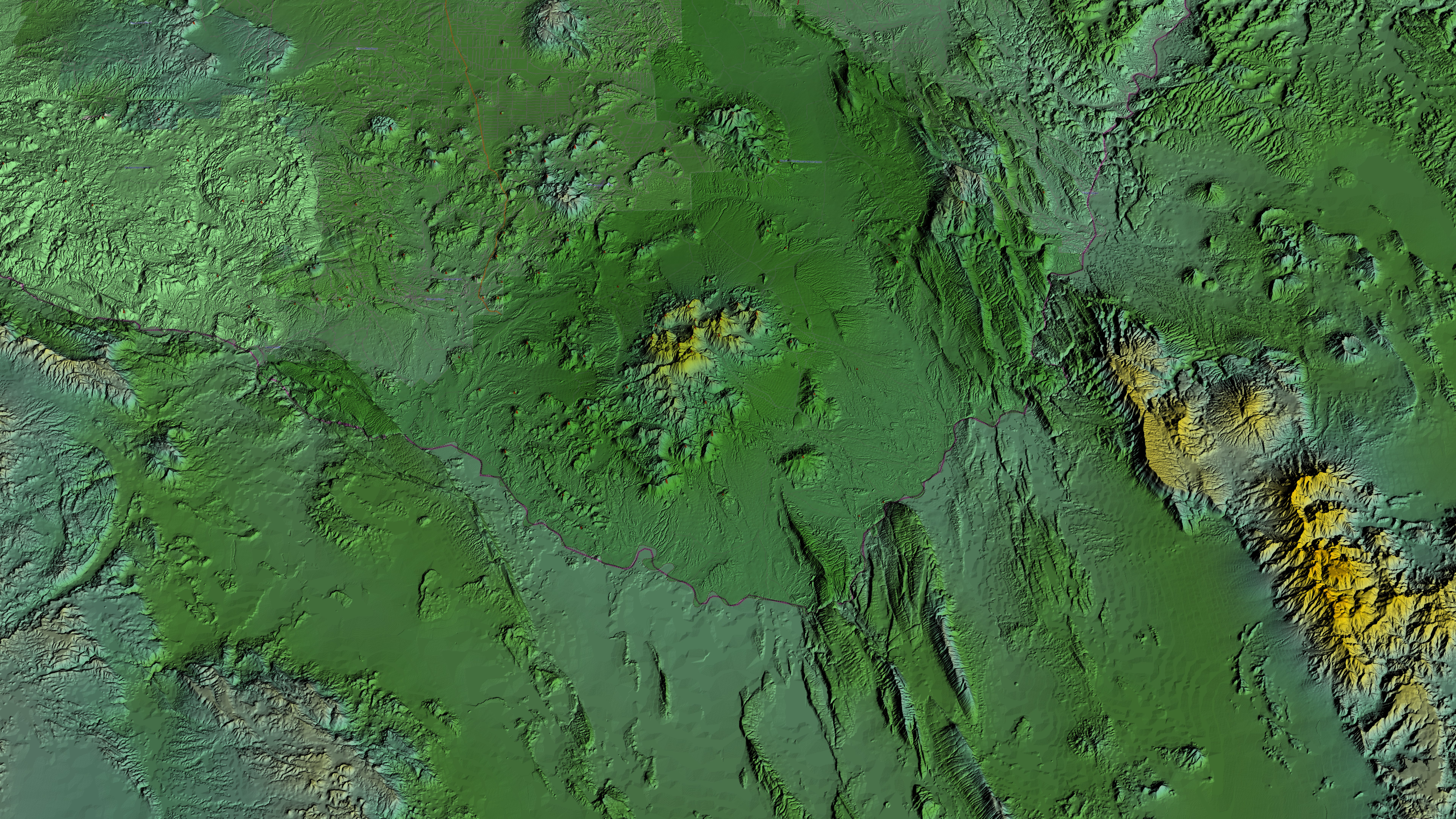
Pnoramica aerea, immagine generata al computer in 3D

La più antica attività tettonica registrata nel parco è legata all'orogenesi del Marathon Uplift durante il Paleozoico, malgrado gli eventi del Proterozoico (oltre 550 milioni di anni fa) avrebbero potuto avere un effetto più profondo. L'orogenesi della Marathon (come parte di quella dell'Ouachita) comprende il sovrascorrimento delle rocce della placca sudamericana sopra quella nordamericana. Alcuni degli effetti di questi spostamenti tettonici si possono riscontrare nell'area del passo di Persimmon. L'evento geologico sopra esposto risulta legato alla mancanza di rocce di epoca triassica e giurassica nel parco.
Tra il Triassico e il Cretaceo, la placca sudamericana si separò dalla placca nordamericana, con conseguente formazione di depositi calcarei e argillosi a Glen Rose, Del Carmen, Sue Peaks, Santa Elena, Del Rio, Buda e Boquillas (alcune tracce minori si rintracciano nelle vette della Sierra del Carmen–Santiago, a Nine Point Mesa, sul monte Mariscal e sulla Mesa de Anguila). Sempre durante questo periodo, si formò il trogolo glaciale di Chihuahua all'ingresso del Golfo del Messico, disegnando faglie quasi perfettamente diagonali da est a ovest. A testimoniare questa sequela di processi risultano i resti di foreste rintracciati nel parco, oltre che la presenza di alcune specie di dinosauri, i cui fossili sono stati rinvenuti in situ nel secolo scorso.
Dopo la fine della formazione delle faglie nel tardo Cretaceo fino all'inizio del Cenozoico, l'area di Big Bend fu interessata dall'orogenesi laramide. Questo periodo di compressione (ora est-ovest) causò la Mesa de Anguila rivolta a nord-est (un monoclinale rialzato sul margine sud-ovest del parco), le montagne della Sierra del Carmen-Santiago rivolte a sud-ovest (un monoclinale sollevato e soggetto a sovrascorrimento che delimita il parco ad est) e il Tornillo Basin. Durante il Cenozoico medio, si formarono la maggior parte delle rocce vulcaniche, compreso il Gruppo di Chisos, il complesso della caldera del Pine Canyon e la Burro Mesa Formation.
L'attività tettonica più recente avvenuta nel parco riguarda alcuni bacini accaduta dal Neogene al Quaternario. Questo periodo di estensione in direzione est-ovest ha portato alla costituzione di bolson (valli deserte) a Estufa e Dehalo, nei pressi dei monti Chisos, così come alle faglie di Terlingua e Sierra del Carmen, Chalk Draw e Burro Mesa. Il Rio Grande ha fatto il suo ingresso nell'area del Big Bend circa 2 milioni di anni fa e, da allora, si sono verificati estesi fenomeni erosivi che hanno abbassato i metri di altezza sul livello del mare.

### Clima
I monti Chisos del parco rappresentano un unicum in un deserto generalmente pianeggiante: il loro isolamento topografico si riflette sull'ecosistema. Infatti, una parte significativa della straordinaria biodiversità del parco è rappresentata da gruppi di piante e animali isolati che prosperano nelle zone elevate e nei pressi di molte delle sorgenti del deserto distribuite in tutto il parco.
A sud del confine si trovano gli stati messicani di Chihuahua e Coahuila e i recenti parchi della pace di Maderas del Carmen e Cañón de Santa Elena.
| Stazione meteo di Panther Junction (normali 1991-2020, estremi 1955-2020) | Mesi | Mesi | Mesi | Mesi | Mesi | Mesi | Mesi | Mesi | Mesi | Mesi | Mesi | Mesi | Stagioni | Stagioni | Stagioni | Stagioni | Anno  |
| Stazione meteo di Panther Junction (normali 1991-2020, estremi 1955-2020) | Gen  | Feb  | Mar  | Apr  | Mag  | Giu  | Lug  | Ago  | Set  | Ott  | Nov  | Dic  | Inv      | Pri      | Est      | Aut      | Anno  |
| ------------------------------------------------------------------------- | ---- | ---- | ---- | ---- | ---- | ---- | ---- | ---- | ---- | ---- | ---- | ---- | -------- | -------- | -------- | -------- | ----- |
| T. max. media (°C)                                                        | 16   | 19,1 | 23,3 | 27,7 | 31,8 | 34,2 | 33,3 | 32,9 | 29,9 | 26,5 | 20,6 | 16,4 | 17,2     | 27,6     | 33,5     | 25,7     | 26,0  |
| T. media (°C)                                                             | 9,3  | 12,1 | 15,7 | 19,9 | 24,4 | 27,2 | 27,1 | 26,8 | 23,7 | 19,6 | 13,9 | 9,8  | 10,4     | 20,0     | 27,0     | 19,1     | 19,1  |
| T. min. media (°C)                                                        | 2,7  | 5,2  | 8,1  | 12,0 | 16,9 | 20,2 | 20,8 | 20,6 | 17,4 | 12,7 | 7,2  | 3,2  | 3,7      | 12,3     | 20,5     | 12,4     | 12,2  |
| T. max. assoluta (°C)                                                     | 28   | 33   | 35   | 37   | 41   | 43   | 42   | 41   | 39   | 37   | 32   | 28   | 33       | 41       | 43       | 39       | 43    |
| T. min. assoluta (°C)                                                     | −16  | −14  | −7   | −2   | 3    | 9    | 11   | 10   | 3    | −4   | −10  | −16  | −16      | −7       | 9        | −10      | −16   |
| Precipitazioni (mm)                                                       | 12   | 11   | 9,9  | 12,0 | 33,0 | 42,0 | 57,0 | 49,0 | 43,0 | 30,0 | 18,0 | 12,0 | 35,0     | 54,9     | 148,0    | 91,0     | 328,9 |
| Giorni di pioggia                                                         | 3,1  | 3,1  | 1,9  | 2,3  | 4,8  | 6,1  | 7,3  | 7,1  | 5,8  | 4,3  | 3,3  | 2,6  | 8,8      | 9,0      | 20,5     | 13,4     | 51,7  |
| Nevicate (cm)                                                             | 0,25 | 0,25 | 0,0  | 0,0  | 0,0  | 0,0  | 0,0  | 0,0  | 0,0  | 0,0  | 0,0  | 0,51 | 1,0      | 0,0      | 0,0      | 0,0      | 1,0   |
| Giorni di neve                                                            | 0,1  | 0,0  | 0,0  | 0,0  | 0,0  | 0,0  | 0,0  | 0,0  | 0,0  | 0,0  | 0,0  | 0,1  | 0,2      | 0,0      | 0,0      | 0,0      | 0,2   |

| Stazione meteo di Castolon (661 m s.l.m.) | Mesi | Mesi | Mesi | Mesi | Mesi | Mesi | Mesi | Mesi | Mesi | Mesi | Mesi | Mesi | Stagioni | Stagioni | Stagioni | Stagioni | Anno  |
| Stazione meteo di Castolon (661 m s.l.m.) | Gen  | Feb  | Mar  | Apr  | Mag  | Giu  | Lug  | Ago  | Set  | Ott  | Nov  | Dic  | Inv      | Pri      | Est      | Aut      | Anno  |
| ----------------------------------------- | ---- | ---- | ---- | ---- | ---- | ---- | ---- | ---- | ---- | ---- | ---- | ---- | -------- | -------- | -------- | -------- | ----- |
| T. max. media (°C)                        | 20,1 | 23,6 | 28,3 | 33,3 | 37,7 | 39,7 | 39,0 | 38,4 | 35,7 | 31,4 | 25,4 | 20,2 | 21,3     | 33,1     | 39,0     | 30,8     | 31,1  |
| T. min. media (°C)                        | 1,4  | 4,2  | 8,4  | 13,4 | 19,0 | 22,8 | 23,6 | 23,1 | 20,3 | 14,3 | 6,8  | 1,9  | 2,5      | 13,6     | 23,2     | 13,8     | 13,3  |
| T. max. assoluta (°C)                     | 32   | 36   | 41   | 43   | 46   | 47   | 46   | 46   | 43   | 41   | 37   | 32   | 36       | 46       | 47       | 43       | 47    |
| T. min. assoluta (°C)                     | −14  | −15  | −6   | −2   | 7    | 6    | 16   | 18   | 8    | −2   | −6   | −14  | −15      | −6       | 6        | −6       | −15   |
| Precipitazioni (mm)                       | 9,4  | 7,4  | 5,8  | 10,0 | 24,0 | 37,0 | 43,0 | 41,0 | 37,0 | 27,0 | 9,1  | 7,6  | 24,4     | 39,8     | 121,0    | 73,1     | 258,3 |

| Stazione meteo di Chisos Basin (1.615 m s.l.m.) | Mesi | Mesi | Mesi | Mesi | Mesi | Mesi | Mesi | Mesi | Mesi | Mesi | Mesi | Mesi | Stagioni | Stagioni | Stagioni | Stagioni | Anno |
| Stazione meteo di Chisos Basin (1.615 m s.l.m.) | Gen  | Feb  | Mar  | Apr  | Mag  | Giu  | Lug  | Ago  | Set  | Ott  | Nov  | Dic  | Inv      | Pri      | Est      | Aut      | Anno |
| ----------------------------------------------- | ---- | ---- | ---- | ---- | ---- | ---- | ---- | ---- | ---- | ---- | ---- | ---- | -------- | -------- | -------- | -------- | ---- |
| T. max. media (°C)                              | 14,6 | 16,6 | 20,4 | 24,6 | 28,2 | 30,4 | 29,3 | 28,7 | 26,4 | 23,2 | 18,4 | 15,2 | 15,5     | 24,4     | 29,5     | 22,7     | 23,0 |
| T. min. media (°C)                              | 2,7  | 3,9  | 6,7  | 10,8 | 14,7 | 17,4 | 17,6 | 17,1 | 14,8 | 11,1 | 6,2  | 3,3  | 3,3      | 10,7     | 17,4     | 10,7     | 10,5 |
| T. max. assoluta (°C)                           | 28   | 29   | 36   | 36   | 37   | 39   | 39   | 37   | 36   | 34   | 32   | 31   | 31       | 37       | 39       | 36       | 39   |
| T. min. assoluta (°C)                           | −19  | −17  | −11  | −4   | 3    | 7    | 12   | 11   | 1    | −7   | −11  | −16  | −19      | −11      | 7        | −11      | −19  |
| Precipitazioni (mm)                             | 17   | 15   | 10   | 16   | 40   | 56   | 86   | 79   | 63   | 38   | 14   | 13   | 45       | 66       | 221      | 115      | 447  |

## Storia

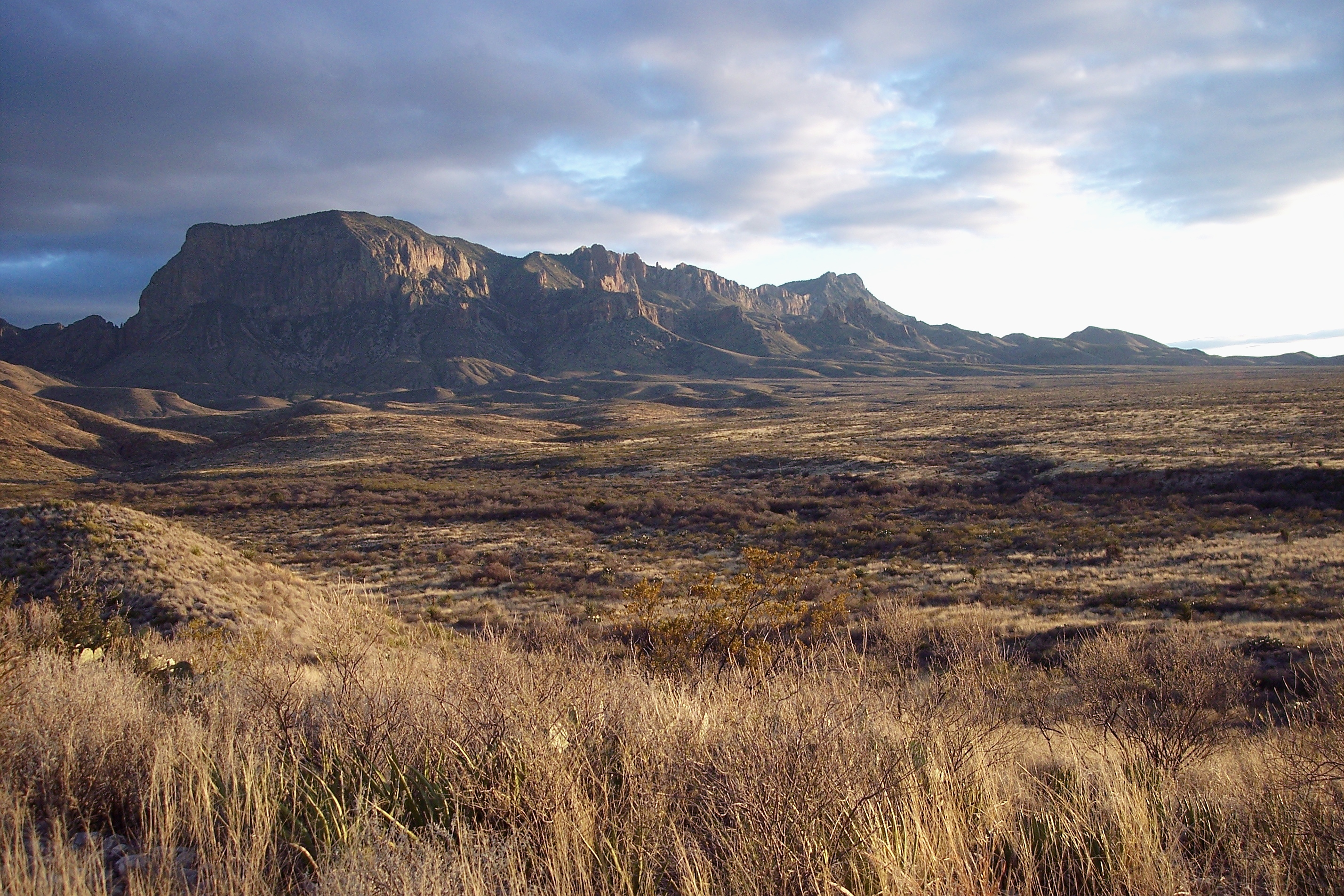
Big Bend e il deserto del Chihuahua

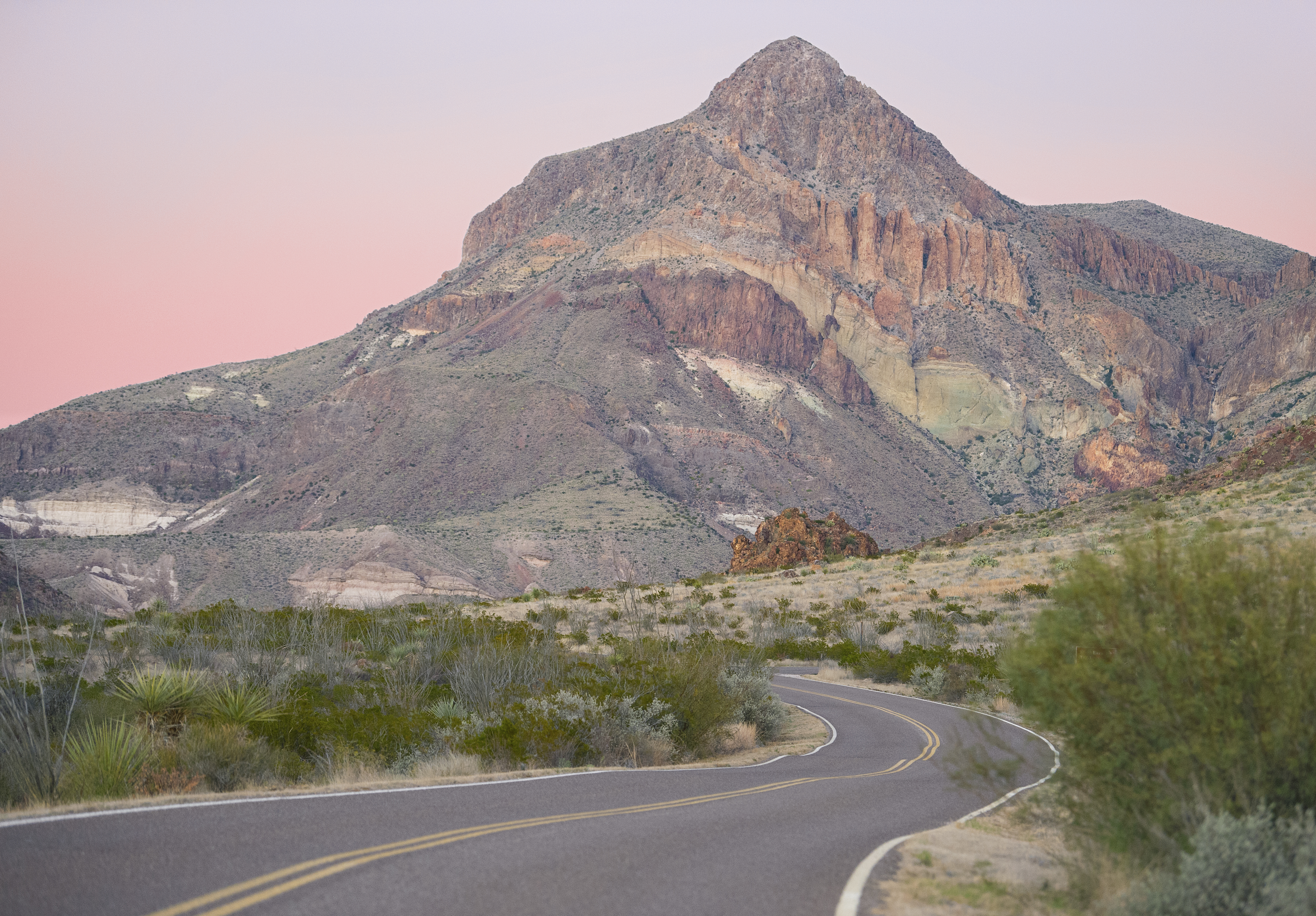
Ross Maxwell Scenic Drive

In epoca antica (prima del 1535), si ipotizza la presenza di diversi gruppi di nativi americani che abitavano il Big Bend. La tribù dei Chisos si componeva di un gruppo vagamente organizzato di cacciatori e raccoglitori nomadi, i quali probabilmente praticavano un'agricoltura limitata su base stagionale. L'origine degli indiani Chisos non è nota: a livello linguistico, erano associati ai Conchos del nord di Chihuahua e del nord-ovest di Coahuila. Il loro gruppo linguistico si esprimeva in una variante dell'uto-azteco, una lingua i cui locutori andavano dal Messico centrale al Gran Bacino degli Stati Uniti.
I Jumanos erano un gruppo nomade che viaggiava e commerciava in tutto il Texas occidentale e nel sud-est del Nuovo Messico, ma alcuni documenti storici lasciano trapelare come fossero nemici dei Chiso. Intorno all'inizio del XVIII secolo, i Mescaleros iniziarono ad invadere la regione di Big Bend e scacciarono i Chisos. Uno degli ultimi gruppi di nativi americani ad utilizzare il Big Bend furono i Comanche, che attraversarono il parco seguendo i corsi d'acqua locali per sfuggire alle aggressioni di comunità ostili. Queste incursioni continuarono fino alla metà del XIX secolo e l'ultimo dei grandi capi militari dei popoli nativi della regione fu un Apache di origine spagnola di nome Alzate, che morì intorno alla fine del 1860.
La presenza europea nella regione inizia nel 1535 circa con le prime esplorazioni dell'Impero spagnolo in questa porzione del Nord America. La spedizione di Álvar Núñez Cabeza de Vaca passò vicino al Big Bend e fu seguita da altre spedizioni: alcune di esse riguardarono la ricerca di oro e argento, oltre che di terreni agricoli fertili per costruirvi a fianco dei ranch. Altri esploratori, come i missionari francescani, avevano lo scopo di stabilire centri in cui i nativi potessero essere evangelizzati. Nel tentativo di proteggere la frontiera settentrionale della Nuova Spagna, da cui emerse poi l'attuale Messico, fu istituita una linea di presidios, o forti, lungo il Rio Grande nel fine del XVIII secolo. Il Presidio de San Vicente fu costruito vicino all'attuale San Vicente, nello stato di Coahuila, e il Presidio de San Carlos venne costruito vicino all'attuale Manuel Benavides, nello stato di Chihuahua. Alcune delle postazioni difensive furono presto abbandonate a causa di difficoltà finanziarie e perché non riuscivano a fermare efficacemente le intrusioni indiane in Messico. I soldati e i coloni di stanza in queste cittadelle si trasferirono in nuove strutture, dove gli interessi dell'Impero spagnolo apparivano più difendibili. Tale era il caso di Santa Rosa Maria del Sacramento, oggi Muzquiz, nel Coahuila.
La storiografia si è interessata ben poco al periodo dell'occupazione spagnola del Big Bend in seguito all'abbandono dei presidi. Nel 1805 esisteva un insediamento spagnolo chiamato Altares localizzato a sud del Rio Grande e distante 48 km. La regione divenne parte del Messico quando ottenne l'indipendenza dalla Spagna in 1821. Le famiglie messicane vivevano nell'area quando i coloni di lingua inglese iniziarono ad arrivare in seguito alla secessione del Texas durante la seconda metà del XIX secolo.
Dopo la fine della guerra messico-statunitense nel 1848, l'esercito degli USA eseguì esplorazioni militari della terra inesplorata del Big Bend. Forti e avamposti furono istituiti in tutto il Trans-Pecos Texas allo scopo di proteggere i coloni migranti dagli attacchi indiani. Una parte significativa dei combattenti alla fine del 1800 era di etnia afroamericana ed era conosciuta con l'appellativo "soldati bisonti", un nome apparentemente dato loro dai nativi americani. Il luogotenente Henry Flipper, il primo americano di origine africana a laurearsi a West Point, prestò servizio a Shafter verso la fine del XIX secolo. Gli allevatori iniziarono a stabilirsi nel Big Bend intorno al 1880 e nel 1900 gli allevamenti di pecore, capre e bovini occupavano la maggior parte dell'area. Il delicato ambiente desertico fu presto sottoposto ad agricoltura intensiva.
Tra la fine del XIX e l'inizio del XX secolo furono scoperti preziosi giacimenti di minerali, evento che fece giungere diversi coloni assunti per lavorare nelle miniere o per permetterne la costituzione a seguito del taglio di legname, quest'ultimo richiesto pure dalle fonderie. Intorno ai siti minerari, si svilupparono vari insediamenti abitati, tra cui Boquillas e Terlingua. Mentre anche agglomerati quali Terlingua Abajo, San Vicente, La Coyota e Castolon prendevano forma, la pianura alluvionale del Rio Grande fu colonizzata da contadini. Questi si dedicavano perlopiù ad agricoltura di sussistenza, essendo i frutti del terreno troppo pochi per sistemare più gruppi di famiglie.
Nel maggio del 1916, un'incursione militare avvenuta a Glenn Springs attirò l'attenzione nazionale, motivando il presidente Woodrow Wilson a emettere ordini per la mobilitazione della Guardia Nazionale del Texas per aiutare le forze federali lungo la demarcazione. Una guarnigione di cavalleria permanente fu istituito a Glenn Springs nel 1916 e vi rimase fino al 1920, quando la situazione al confine migliorò.

### Istituzione del parco
Negli anni '30, l'area di Big Bend attirava molti visitatori curiosi di ammirare una terra fatta di contrasti e al contempo di particolare bellezza, che bisognava preservare per le generazioni future. Nel 1933, il legislatore del Texas approvò una disposizione normativa volta a istituire il Texas Canyons State Park, ma nello stesso anno il sito andò ribattezzato come Big Bend State Park. Nel 1935, il Congresso degli Stati Uniti approvò una legge che avrebbe consentito l'acquisizione del terreno finalizzato poi a diventare un parco nazionale. Lo stato del Texas concesse quanto ottenuto al governo federale e il 12 giugno 1944 il parco nazionale di Big Bend divenne realtà; i primi visitatori poterono giungere dal 1º luglio 1944.

## Ecologia
Nonostante le asperità rappresentate da un ambiente desertico, il Big Bend vanta più di 1.200 specie vegetali (incluse 60 cactacee), oltre 600 diversi generi di vertebrati e circa 3.600 di insetti. La biodiversità è in gran parte dovuta alla diversa ecologia e ai cambiamenti di elevazione tra il deserto secco e caldo, le più fresche montagne e le fertili valli fluviali.

### Flora

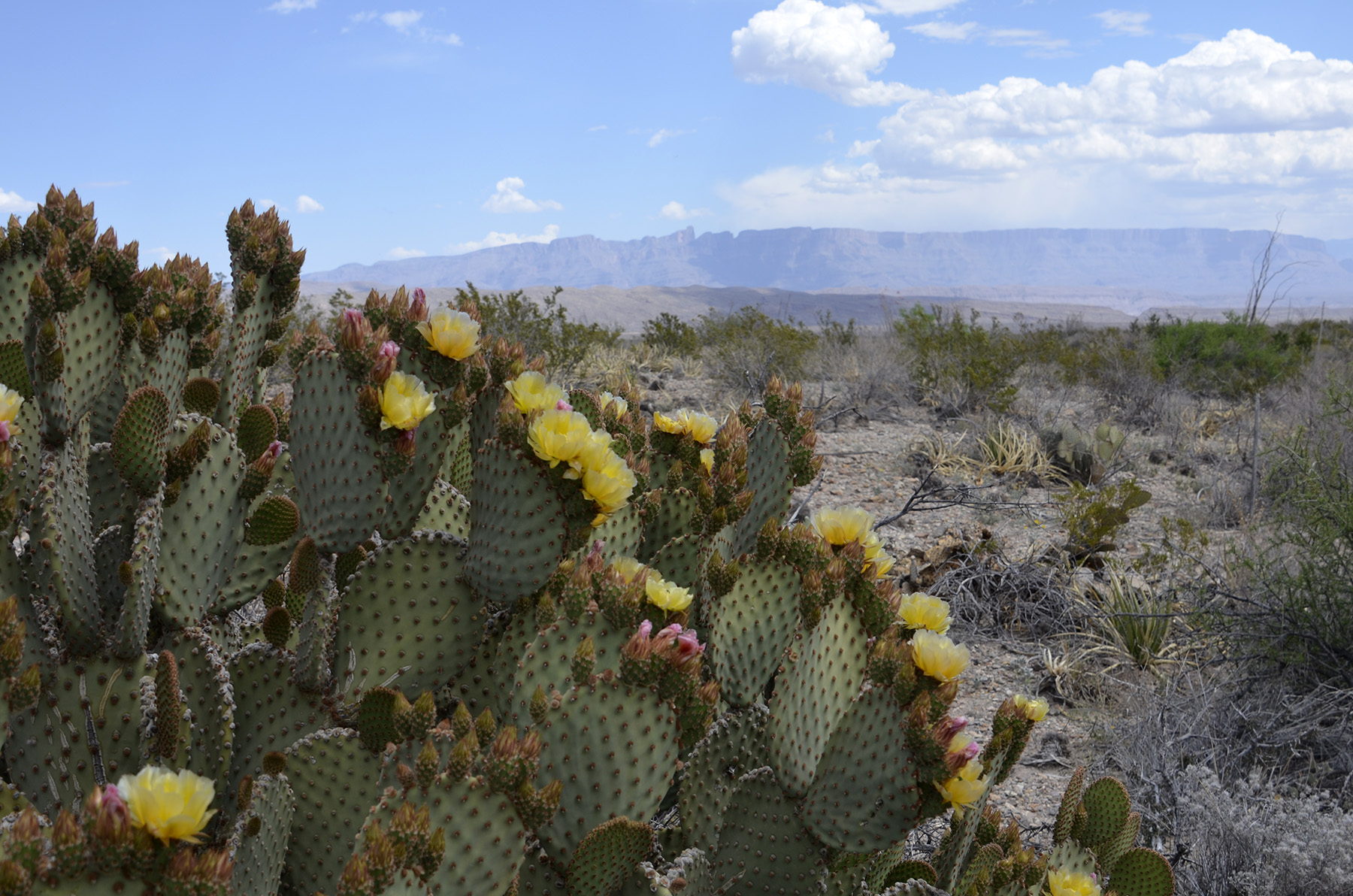
Opuntia rufida. In lontananza Sierra del Carmen

La non omogeneità di cactus e di altre piante permettono di rendere più colorato il paesaggio locale. Tra le cactacee presenti nel parco si annoverano varietà del genere Opuntia, Echinocereus coccineus, e frutti del drago (Hylocereus undatus). In primavera, i fiori di campo sono in piena fioritura e, in particolare quelli della yucca, mostrano colori decisamente vivaci. Piante appartenenti al genere Lupinus si annoverano un po' dovunque e talvolta, anziché presentarsi di blu, si possono ammirare fiori di colore bianco-rosa. Abbondano inoltre anche altre piante da fiore quali la calendula del deserto (Baileya multiradiata), il salice del deserto (Chilopsis linearis), l'ocotillo (Fouquieria splendens), la cosiddetta ortica roccia (Eucnide urens) e la lechuguilla (Agave lechuguilla). Le specie di alto fusto, incluso il pino messicano (Pinus cembroides) crescono a quote più elevate o nei dintorni dei ranch.
Di particolare importanza per la regione appariva in passato la pianta di candelilla (Euphorbia antisyphilitica). Essa veniva usata per realizzare della cera, ragion per cui ancora oggi sono presenti dei campi di coltivazione a Glenn Springs.

### Fauna

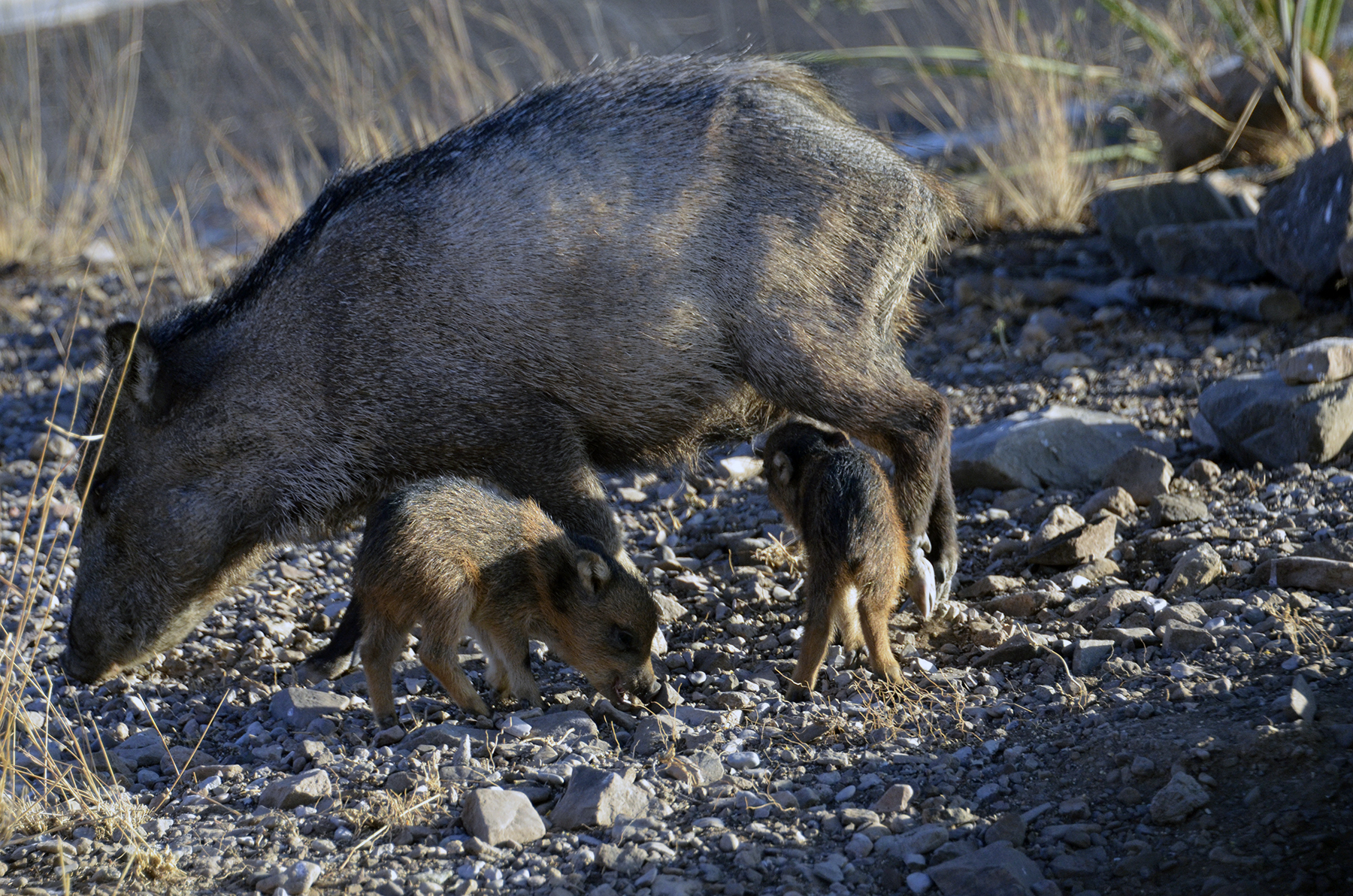
Pecari dal collare (Pecari tajacu) con cucciolo

La maggior parte degli animali non si palesa di giorno, in particolare nel deserto. Il parco si anima di notte, con molti animali che vagano in cerca di nutrimento. Viene effettuato un totale di circa 150 avvistamenti di puma settentrionale (Puma concolor) all'anno, nonostante il fatto che nel parco vivano solo 25 esemplari circa. Altri mammiferi che popolano il parco includono il coyote (Canis latrans), il ratto canguro del Texas (Dipodomys elator), l'urocione comune (Urocyon cinereoargenteus), il pecari dal collare (Pecari tajacu), il cervo dalla coda bianca (Odocoileus virginianus), il citello delle rocce (Otospermophilus variegatus) e la lepre dalla coda nera (Lepus californicus). L'orso nero (Ursus americanus eremicus) predilige le zone di montagna. Presente, lungo il corso del Rio Grande, anche il Castor canadensis
I piani di reintroduzione del lupo messicano (Canis lupus baileyi) nel parco furono respinti alla fine degli anni '80 dallo stato del Texas. Le perplessità vertevano sull'eventualità di dover inserire anche ulteriori capi erbivori (ad esempio cervi) al fine di non ledere la catena alimentare.

#### Uccelli

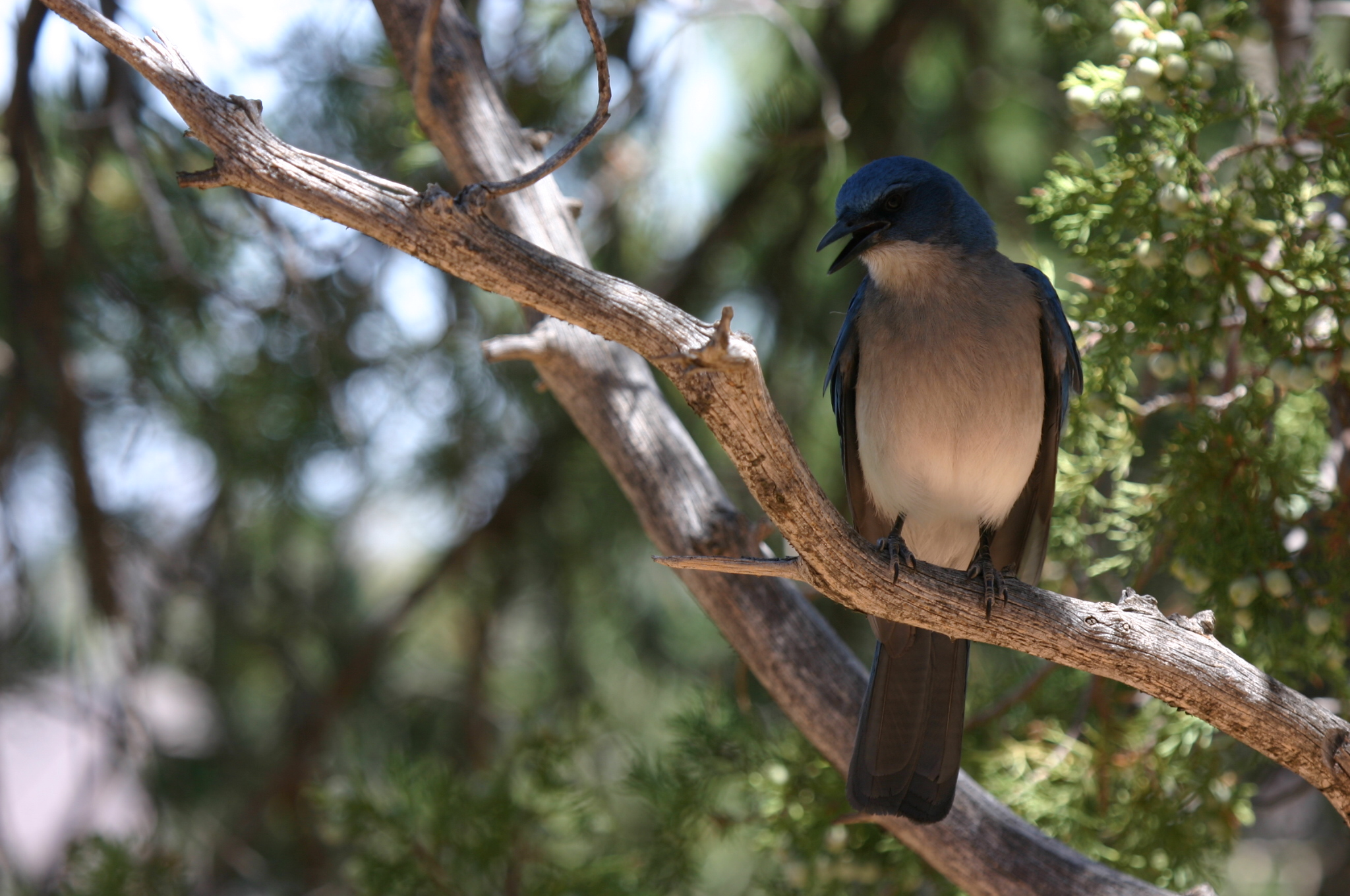
Ghiandaia messicana (Aphelocoma wollweberi) sui monti Chisos

Si registrano più di 450 specie di uccelli in loco. Una simile varietà non può prescindere dagli otto tipi di copertura del suolo presenti nel parco, i quali offrono agli uccelli del posto l'habitat che prediligono. In ordine di predominanza, si ritrovano arbusti desertici, praterie di origine vulcanica, praterie calcaree, vegetazione ripariale, boschi montani, terreni spogli, aree sviluppate e acque superficiali.
Le specie ornitologiche di piccola e media dimensione predominano l'area protetta, se si pensa alla ghiandaia messicana (Aphelocoma wollweberi), passero petto nero (Amphispiza bilineata), cardinale del deserto (Cardinalis sinuatus), ciuffolotto messicano (Carpodacus mexicanus), poiana codarossa (Buteo jamaicensis), quaglia squamata (Callipepla squamata), tortora luttuosa (Zenaida asiatica), picchio arlecchino (Picoides scalaris), fibi di Say (Sayornis saya), pigliamosche vermiglio (Pyrocephalus rubinus), verdino (Auriparus flaviceps), scricciolo dei cactus (Campylorhynchus brunneicapillus), mimo beccolungo (Toxostoma curvirostre), zanzariere codanera (Polioptila melanura) e alla parula del Colima (Leiothlypis crissalis). Quest'ultima, che si riproduce esclusivamente in loco, giunge sui monti Chisos da metà aprile all'estate negli alti canyon delle montagne: in quelle aree capita tra l'altro sovente di ammirare esemplari di rapaci come l'aquila reale (Aquila chrysaetos), la poiana grigia (Buteo nitidus), il falco aplomado (Falco femoralis) e la poiana codafasciata (Buteo albonotatus) a caccia. A metà settembre, la parula torna nei suoi terreni di svernamento nel sud-ovest del Messico. La specie nidifica a terra e preferisce l'habitat composto da querce e aceri presso Boot Canyon e aree simili alte e fresche da Laguna Meadow a Boot Canyon, assieme a South Rim. Si ritrovano anche specie di una certa dimensione, su tutte il corridore della strada (Geococcyx californianus) e la quaglia di Montezuma (Cyrtonyx montezumae). La prima segnalazione effettuata sul territorio statunitense del pigliamosche dal ciuffo (Mitrephanes phaeocercus), una specie del Centro America, è stata effettuata in questo sito nel novembre 1991.

#### Rettili
Tra le più comuni delle numerose specie di rettili presenti nella zona si annoverano lucertole quali Aspidoscelis septemvittata, Cophosaurus texanus e Crotaphytus collaris e serpenti come Masticophis flagellum, Masticophis taeniatus e Crotalus molossus.

## Archeologia
L'archeologia del parco esula dal periodo paleo-indiano (10.500 anni fa), passando per i secoli di stanziamento dei nativi americani, tra cui i Chisos, i Mescalero e i Comanche, e, infine, alla più recente epoca dei coloni spagnoli, messicani e degli agricoltori anglosassoni e irlandesi, dei ranch e delle miniere.
Durante l'arco temporale preistorico, gli umani trovarono rifugio e mantennero accampamenti aperti in tutto il parco. La documentazione archeologica rivela discreti esempi di interesse culturale del periodo arcaico ed è stato altresì possibile ricostruire come procedesse la vita quotidiana degli indiani. Gli abitanti del tempo avevano sviluppato uno stile di vita nomade, con grande attenzione alla caccia e alla ricerca di bacche e radici, che rimase praticamente invariato per diverse migliaia di anni.
In passato, l'uomo si è servito del suolo locale per vari scopi, che esulano dall'agricoltura di sussistenza a interessi commerciali. Gli ambienti fluviali, in particolare, sono stati sottoposti alla costituzione di piccoli bacini artificiali e canali per favorire la coltivazione. In sintesi, caratterizzano i paesaggi del posto reti di trasporto, strutture per l'irrigazione, semplici abitazioni domestiche e costruzioni annesse, terreni agricoli arati e terrazzati lungo le sponde dei torrenti.

## Turismo

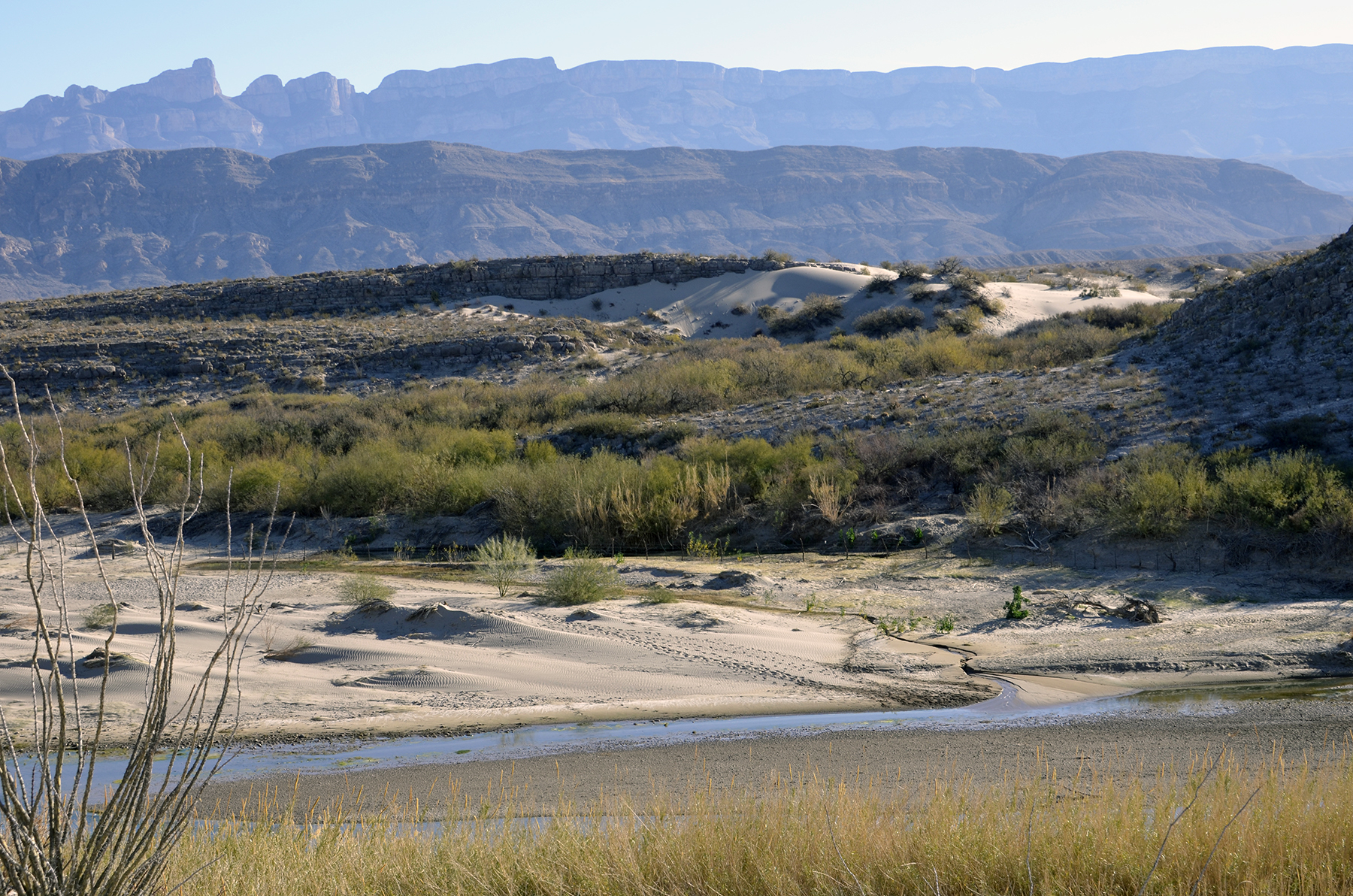
Dune del Rio Grande Village Nature Trail

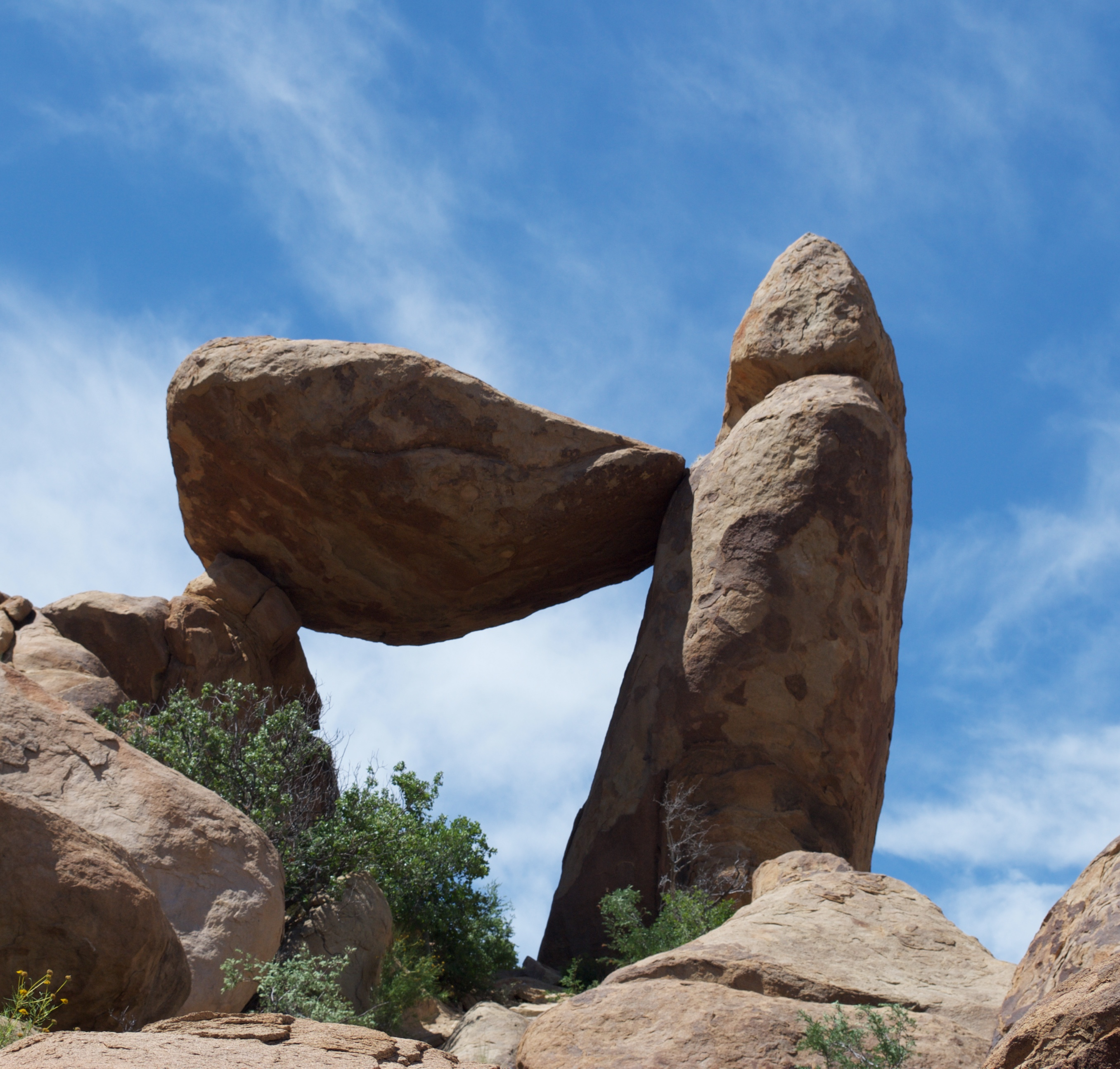
La Balanced Rock presso le Grapevine Hills

Il Big Bend è uno dei parchi nazionali più estesi, più remoti e meno visitati degli Stati Uniti d'America continentali. Nell'arco di un decennio 2009-2019, una media di 377.154 visitatori all'anno ha effettuato il suo ingresso nel parco.
I percorsi escursionistici della zona tutelata costituiscono l'attrazione principale del Big Bend, in quanto idonei al trekking e al backpacking. Particolarmente degni di nota tra questi sono il Camino Trail, che si inerpica su una formazione rocciosa nel deserto; il sentiero Marufo Vega è invece un percorso ad anello che attraversa suggestivi canyon sulla via da e per il Rio Grande; il South Rim, che collega le alte montagne del Chisos; l'Outer Mountain Loop a Chisos, che procede lungo sezioni del circuito South Rim, scende nel deserto lungo il Dodson Trail e poi ritorna al bacino di Chisos, permettendo di compiere quasi 48 chilometri. Altre località degne di nota includono il Cañón de Santa Elena (proprio sul confine di Stato), Grapevine Hills e Mule Ears, due imponenti formazioni rocciose verticali nel mezzo del deserto. Alcune guide locali specializzate in backpacking mettono a disposizione per i turisti la possibilità di compiere tracciati in loro compagnia.
Il parco amministra 190 km del Rio Grande aperti ad attività ricreative. Gli outfitter storici, ovvero coloro che in passato si dedicavano alla produzione di vestiti, mettono a disposizione la possibilità di attraversare il fiume. È consentito spostarsi su barche private, ma solo tramite speciali permessi che autorizzano l'uso delle imbarcazioni. Dal giugno 2009, il Dipartimento per la Sicurezza Nazionale ha statuito la necessità di presentare documenti d'identità, nello specifico il passaporto, qualora si vogliano compiere escursioni in Messico e poi ritornare negli USA.
I turisti spesso attraversano il Rio Grande per visitare il villaggio messicano di Boquillas del Carmen. Il Dipartimento della sicurezza interna chiuse il valico di frontiera nel 2002, a causa della politica di maggiore sicurezza imposta da Washington a seguito degli attentati dell'11 settembre. Tuttavia, nell'aprile 2013, il valico di Boquillas è stato riaperto come porto di ingresso ufficiale di classe B tra gli Stati Uniti e Messico e risulta aperto dal mercoledì alla domenica dalle ore 9:00 alle 18:00.
Con più di 450 specie di uccelli registrate nel parco, un'altra attività molto popolare è il birdwatching, in particolare durante la stagione delle migrazioni.
Esistono cinque strade asfaltate sono a Big Bend. Quella che collega il passo di Persimmon Gap a Panther Junction è una via lunga 45 km che conduce dall'ingresso nord del parco alla sede centrale del parco. Da Panther Junction parte un'altra diramazione che procede al Rio Grande Village per 34 km e scende di 1.731 metri di dislivello. Un'altra bretella conduce invece da Panther Junction all'ingresso Maverick dopo aver attraversato 37 km dall'ingresso occidentale. La Chisos Basin Road misura 10 km e sale fino a 1.731 m sul livello del mare al Panther Pass prima di scendere nel Chisos Basin. Il Ross Maxwell Scenic Drive, con i suoi 48 km, conduce al distretto storico di Castolon e al canyon di Santa Elena.

### Designazione come Dark Sky Park
Nel 2012, il parco è stato designato international dark-sky park dalla International Dark-Sky Association. Quest'ultima ha altresì riconosciuto al parco un ottimo valore perché "scevro da ogni impatto dell'inquinamento luminoso tranne quelli più lievi". Le misurazioni effettuate dal National Park Service evidenziano come il Big Bend vanti i cieli stellati migliori negli Stati Uniti d'America continentali. Nella zona protetta, è possibile ammirare migliaia di stelle, pianeti luminosi e la Via Lattea nelle notti serene.

## Galleria d'immagini

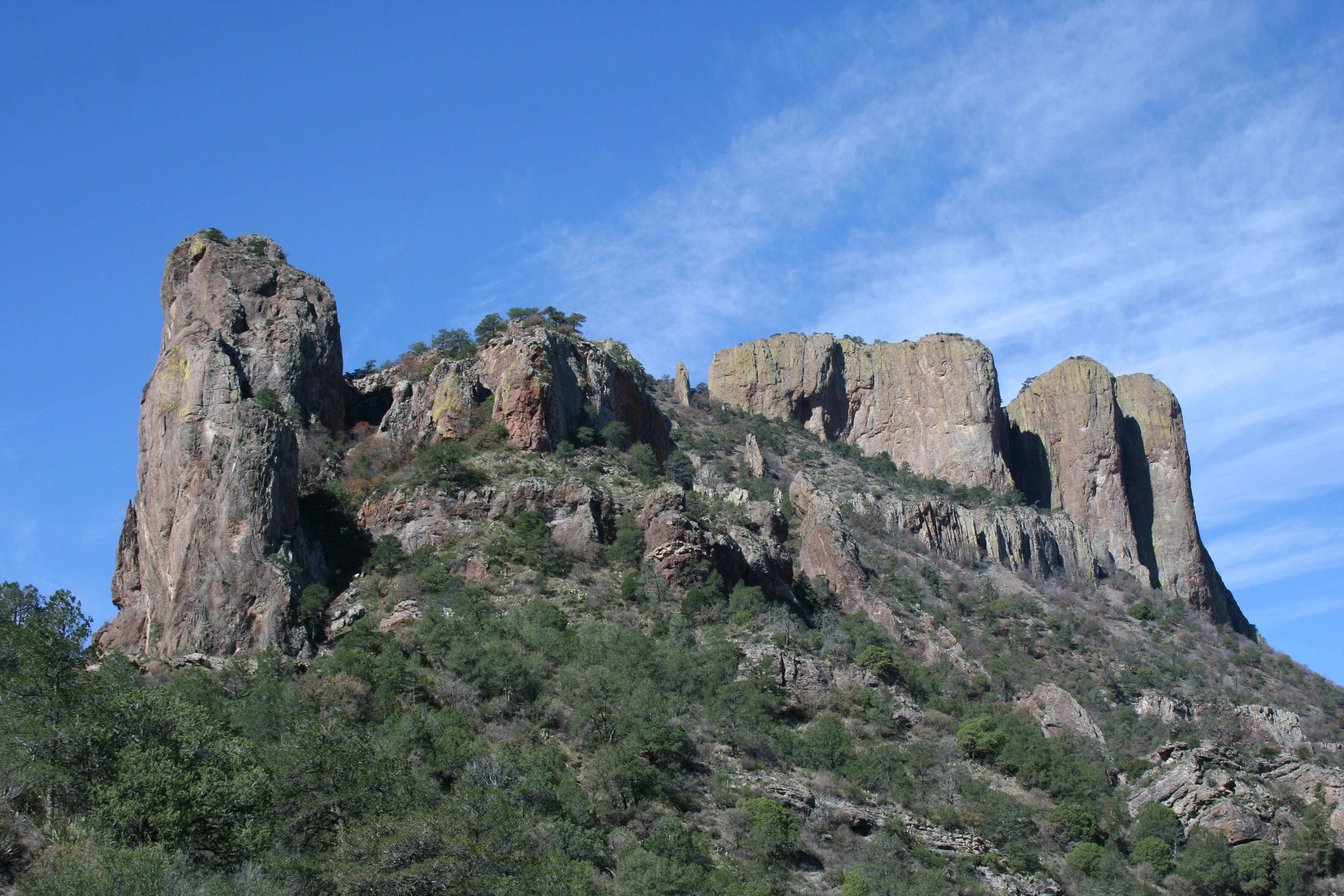
La caratteristica formazione rocciosa nota come Casa Grande
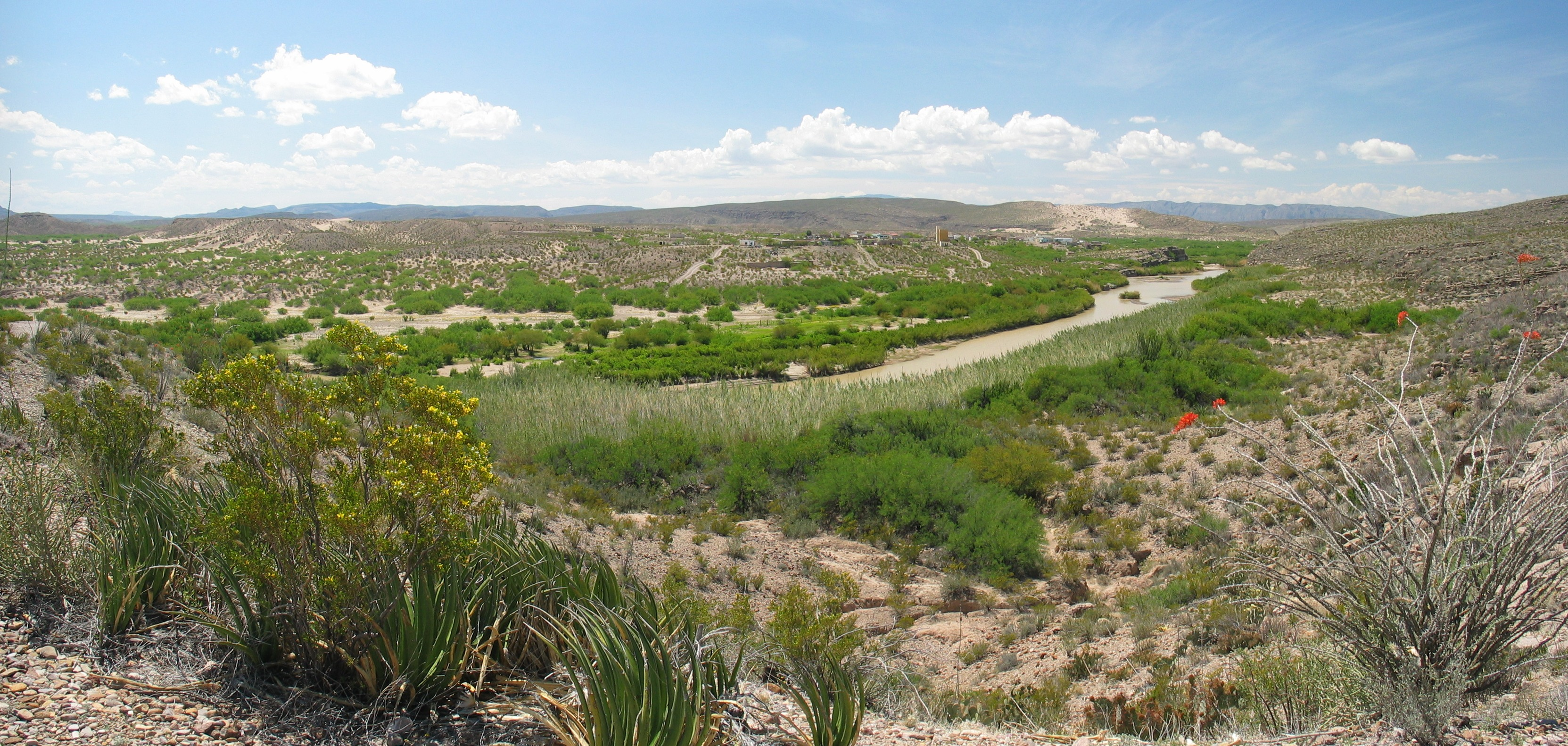
Panorama nella zona pianeggiante
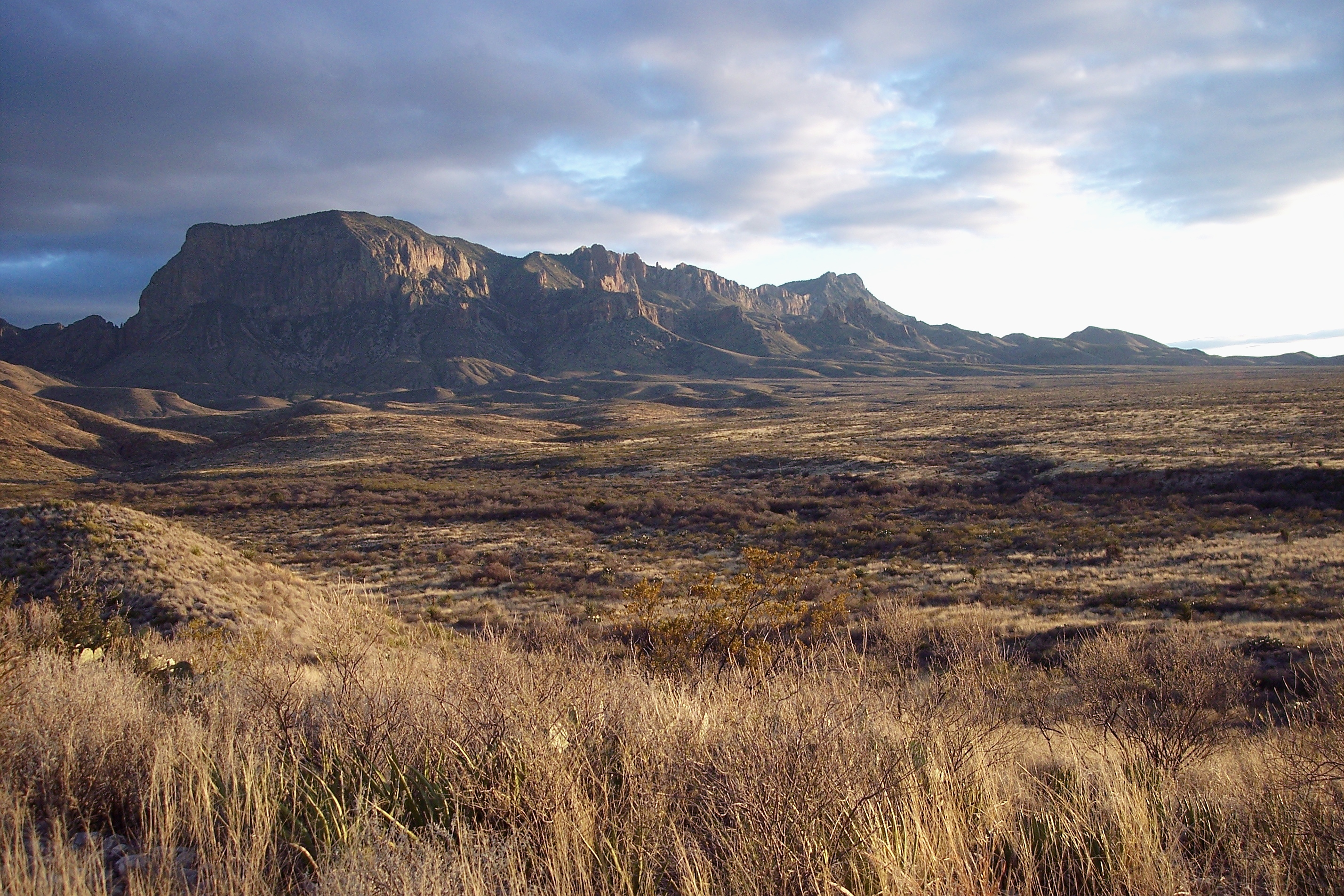
Deserto di Chihuahua
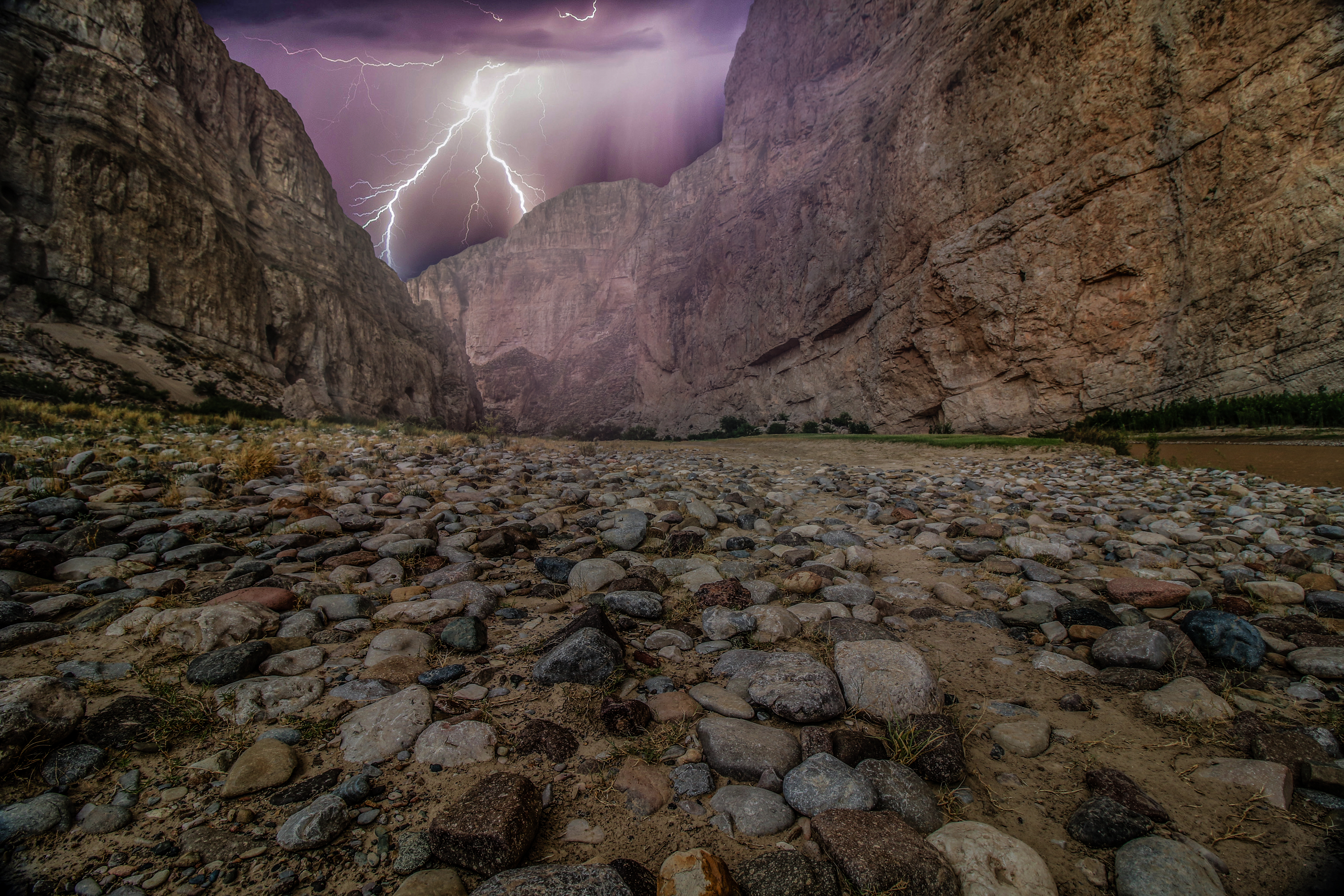
Fulmine presso il Boquillas Canyon
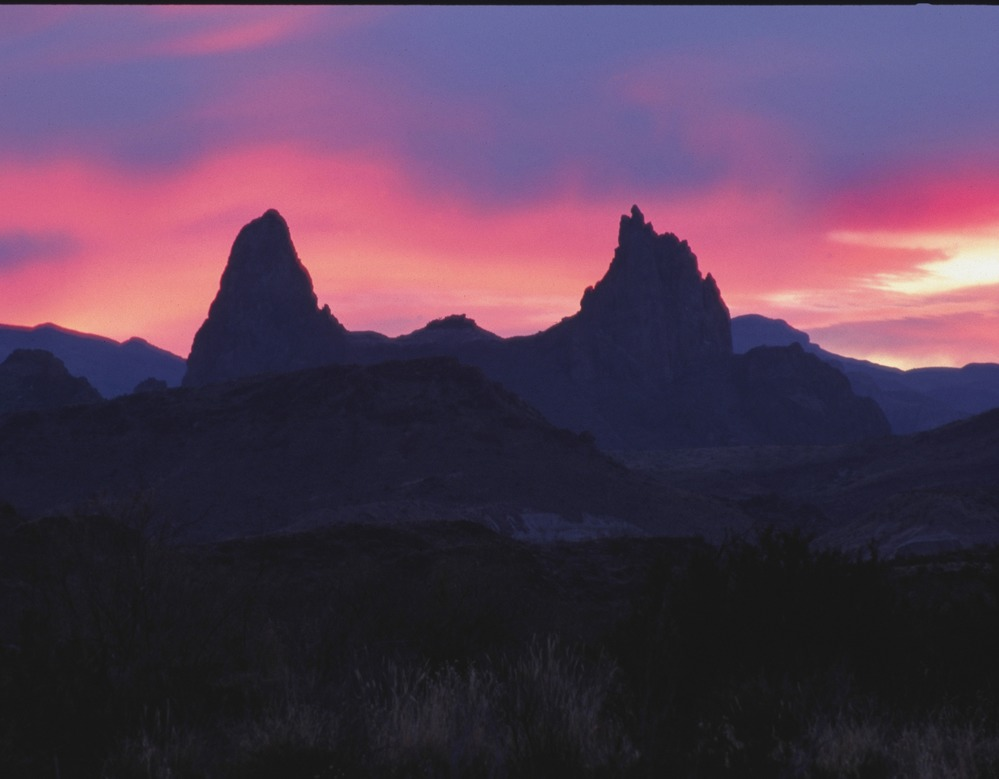
Tramonto sul Mule Ears
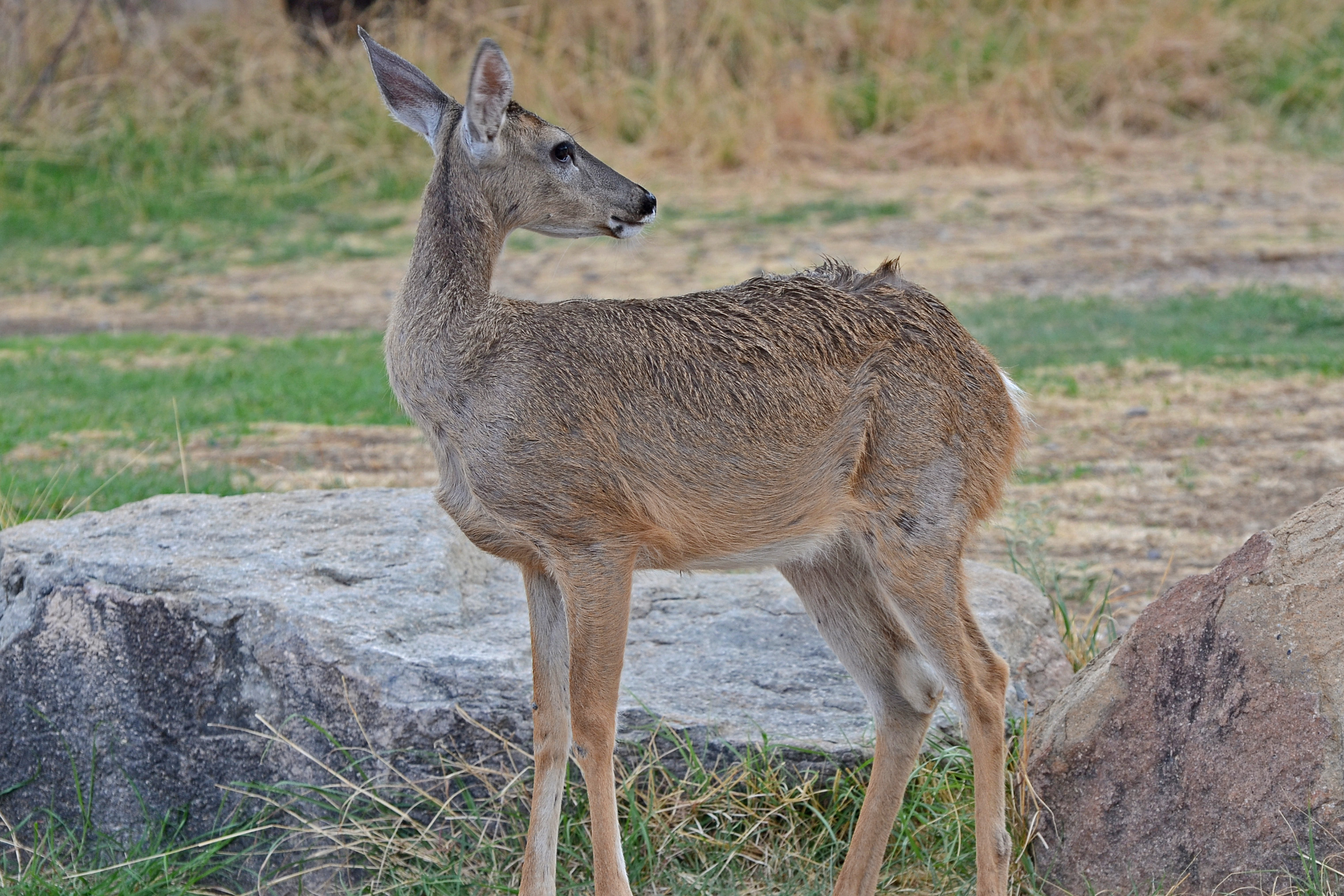
Cervo dalla coda bianca (Odocoileus virginianus)
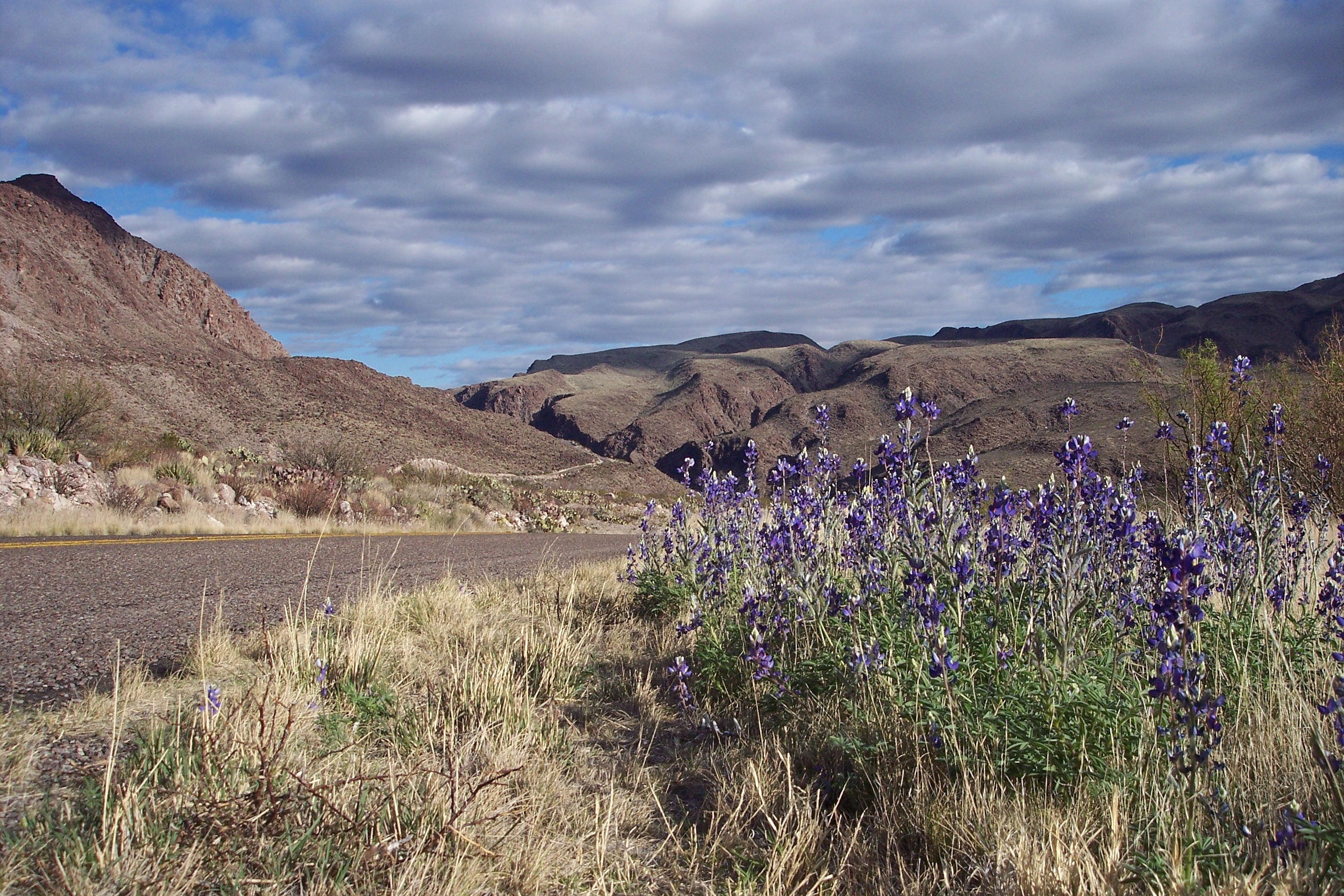
Campo in fiore
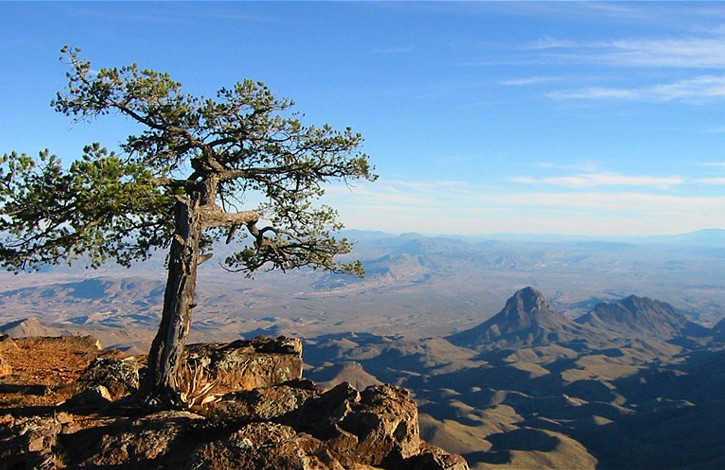
Pino messicano (Pinus cembroides) nei pressi di un dirupo a South Rim, sui monti Chisos
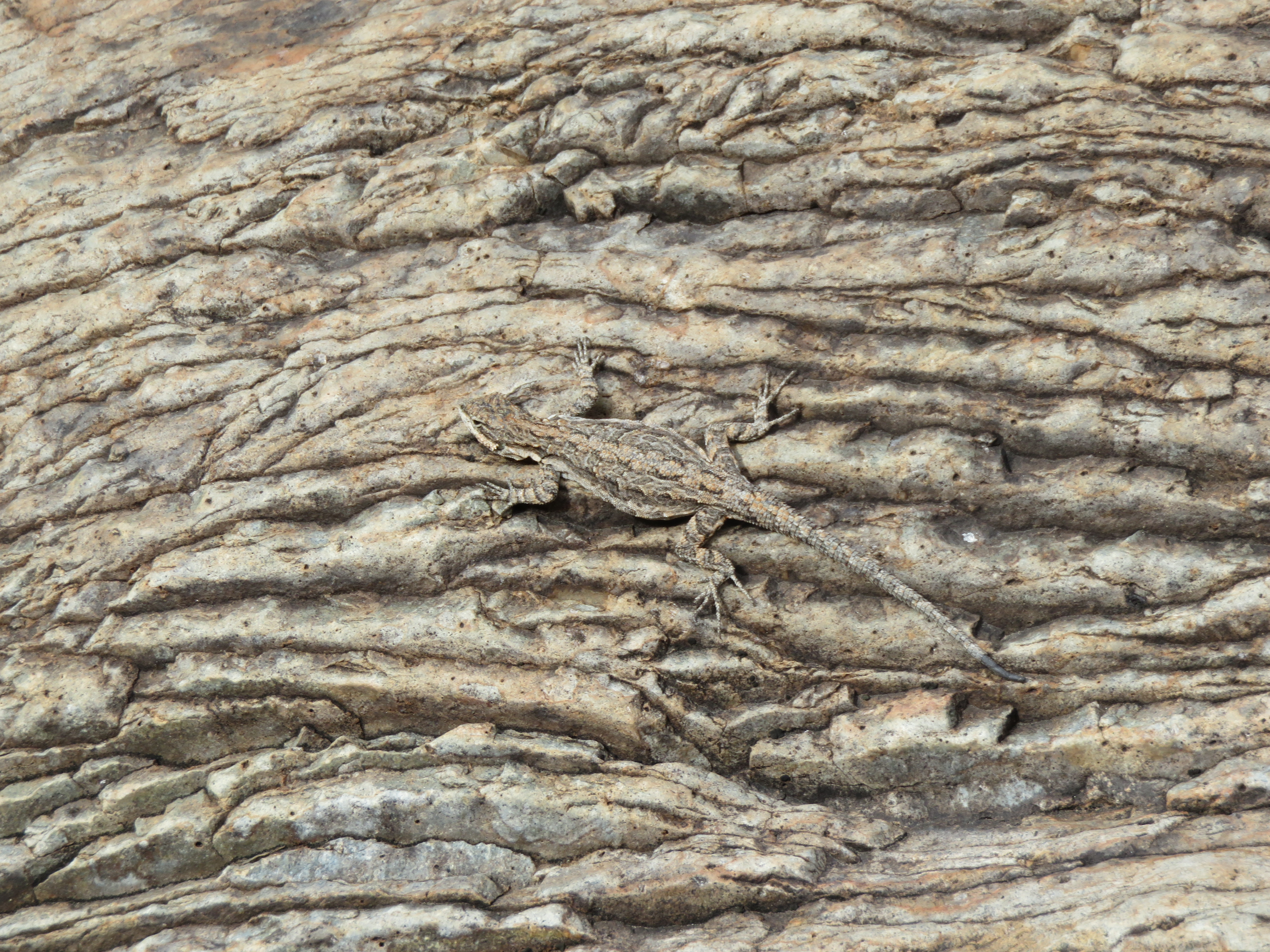
Urosaurus ornatus si mimetizza sulle rocce
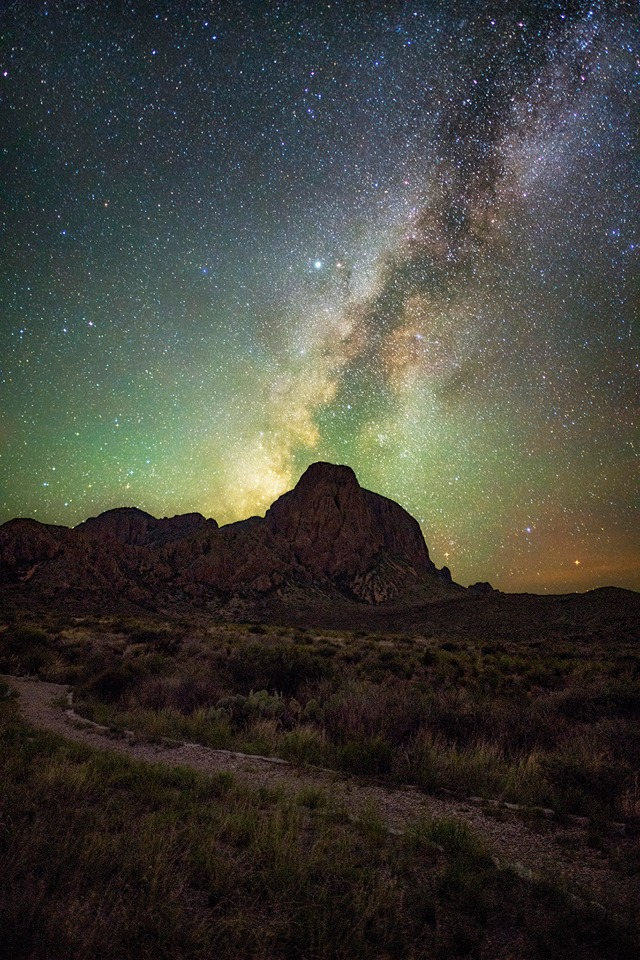
Il cielo di notte visto dal parco
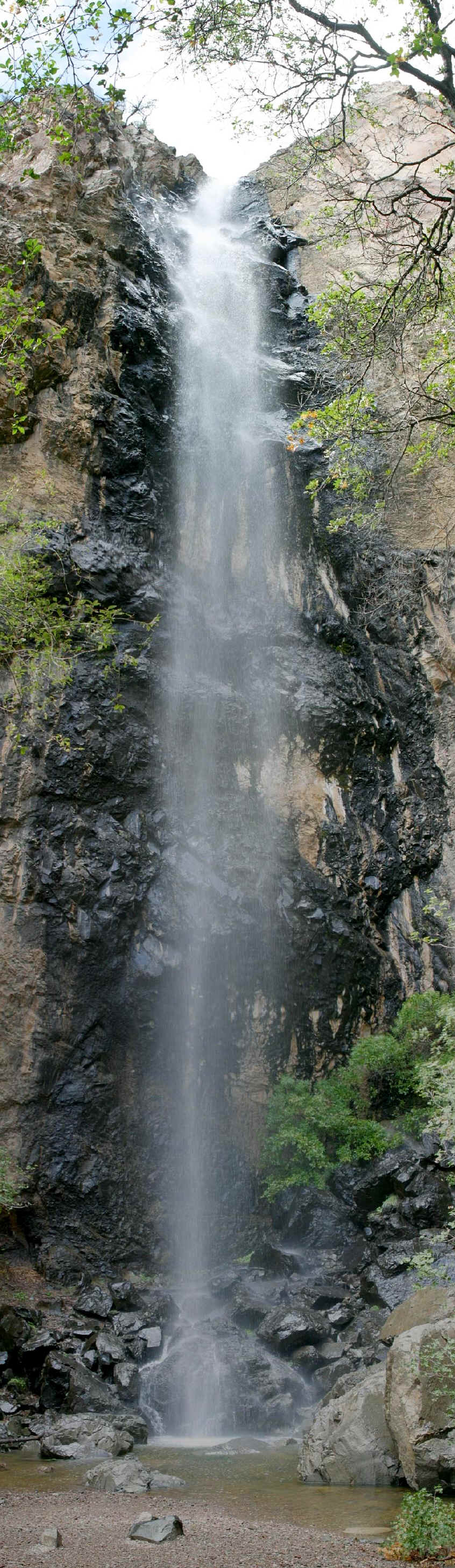
Cascate del Pine Canyon
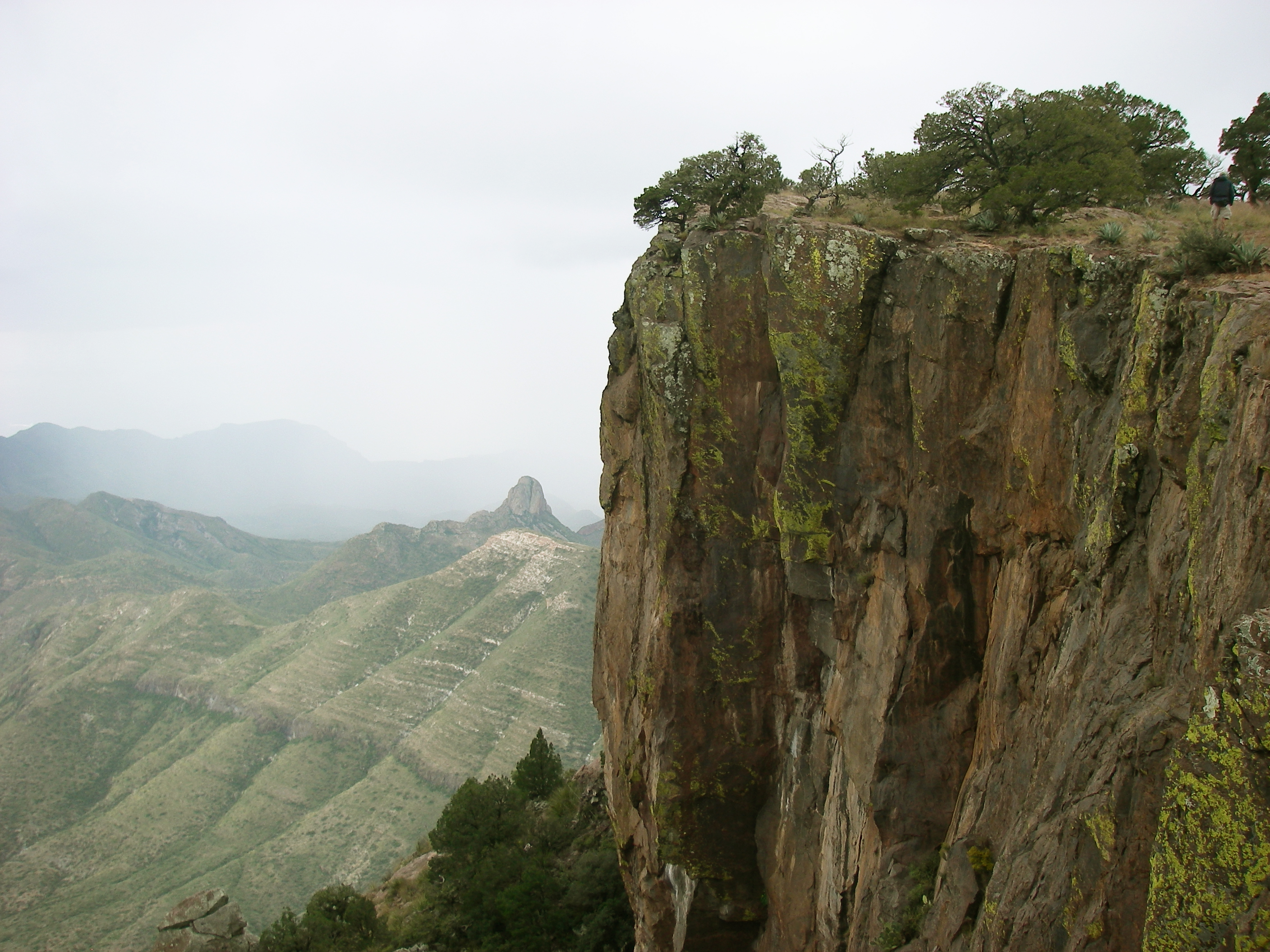
Il South Rim e sullo sfondo un temporale che si abbatte sulle vette